# Game Boy Advance Wireless Adapter

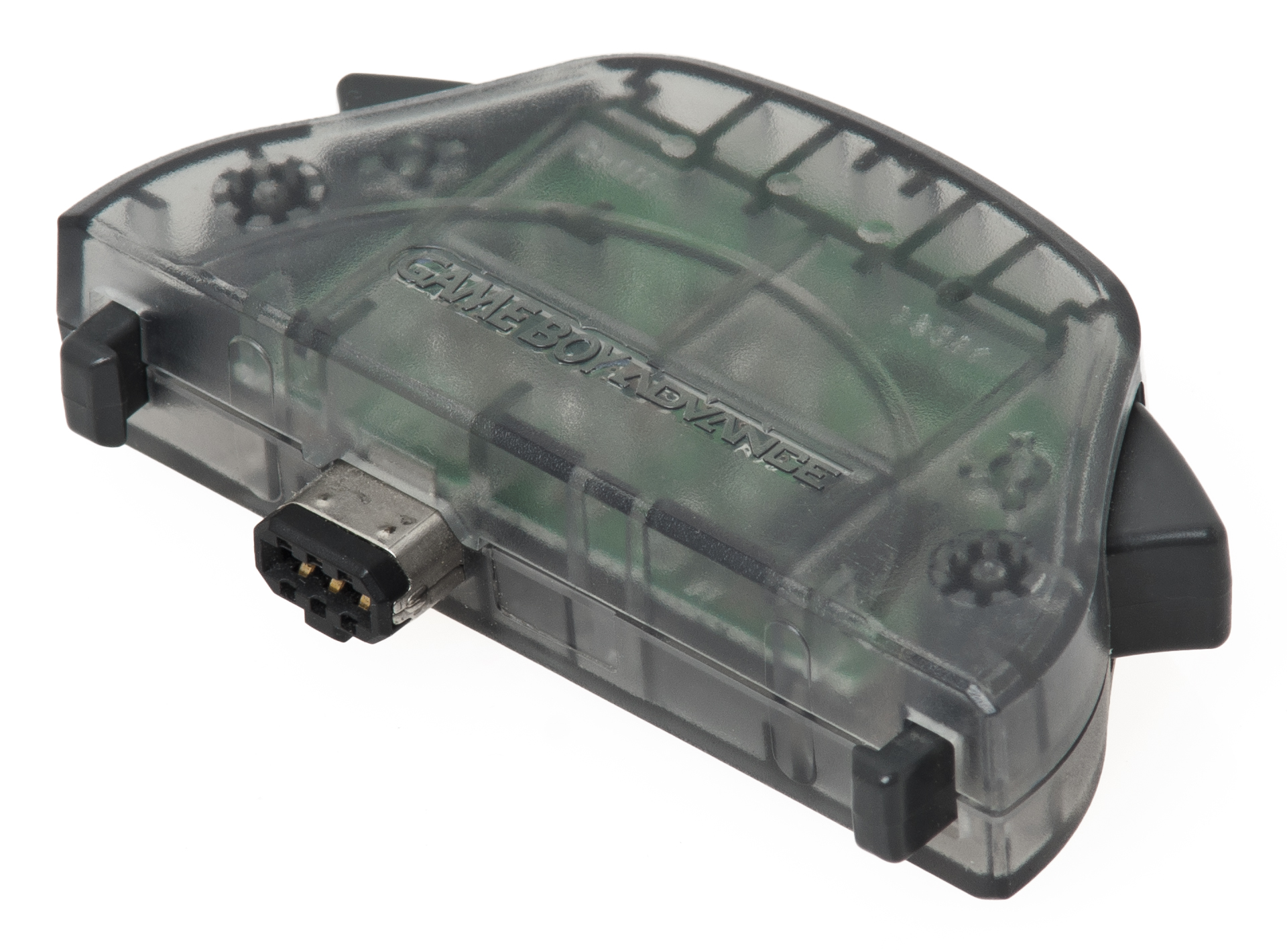
El adaptador inalámbrico

El Game Boy Advance Wireless Adapter  es un accesorio adaptador inalámbrico para Game Boy Advance, lanzado por Nintendo en 2004. Proporciona una alternativa al Game Link Cable de Game Boy Advance, pero solo es compatible con una pequeña cantidad de juegos. El adaptador inalámbrico de Game Boy Advance es también compatible con Game Boy Advance SP, Game Boy Player y e-Reader.

## Conectividad

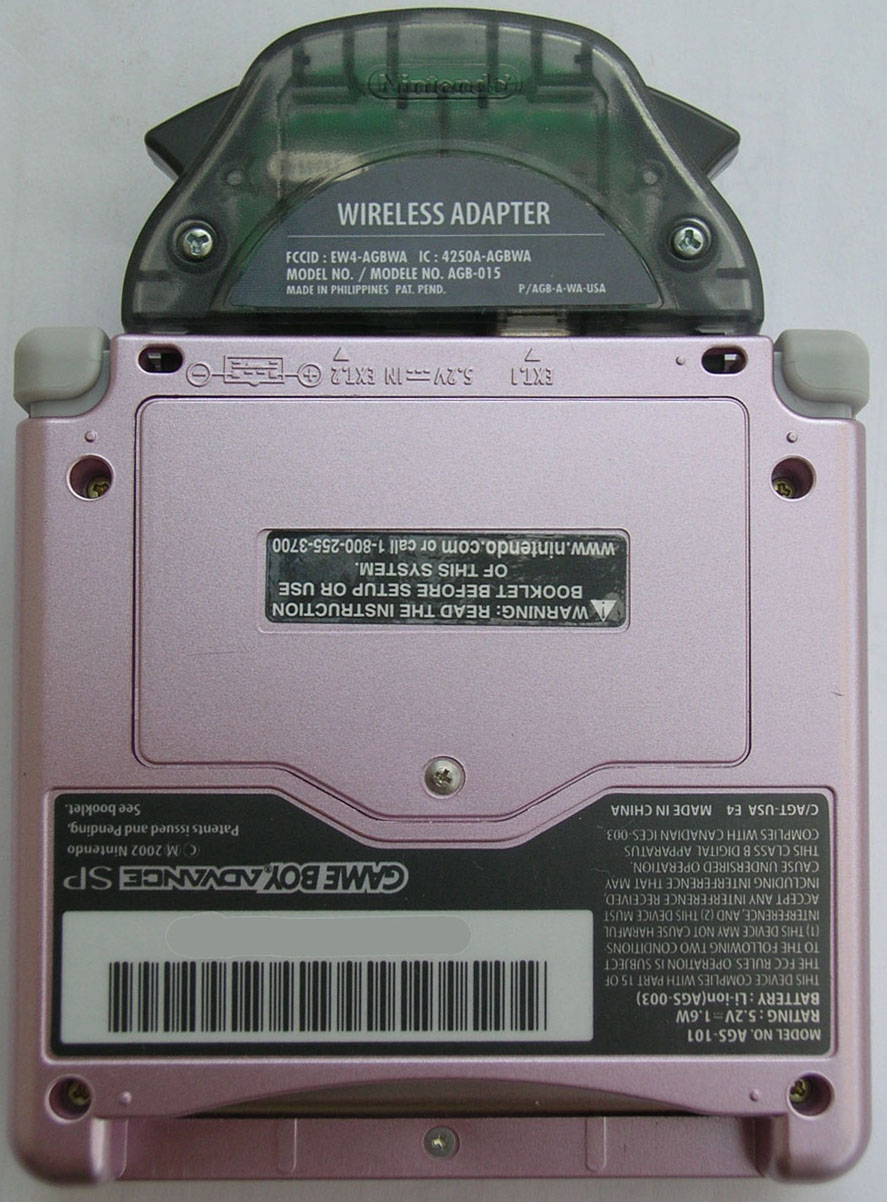
Un Game Boy Advance SP color rosa perlado con el adaptador inalámbrico conectado

Al igual que el Game Link Cable de Game Boy Advance, este dispositivo permite partidas multijugador con Game Boy Advance, conectándose a través del conector de extensión externa. El alcance de este adaptador es corto en comparación con la función inalámbrica incorporada de la Nintendo DS; Nintendo recomienda que los jugadores se mantengan a una distancia de 3 metros uno del otro para obtener mejores resultados. Debido a que el puerto del cable de enlace es diferente al del Game Boy Micro, el adaptador inalámbrico de Game Boy Advance no se conectará a él. Sin embargo, hay disponible un adaptador inalámbrico Game Boy Micro para Game Boy Micro que es compatible para conectarse con el adaptador inalámbrico de Game Boy Advance. Ningún adaptador inalámbrico puede conectarse con la Nintendo DS ya que la DS no admite el modo multijugador en los juegos de Game Boy Advance.

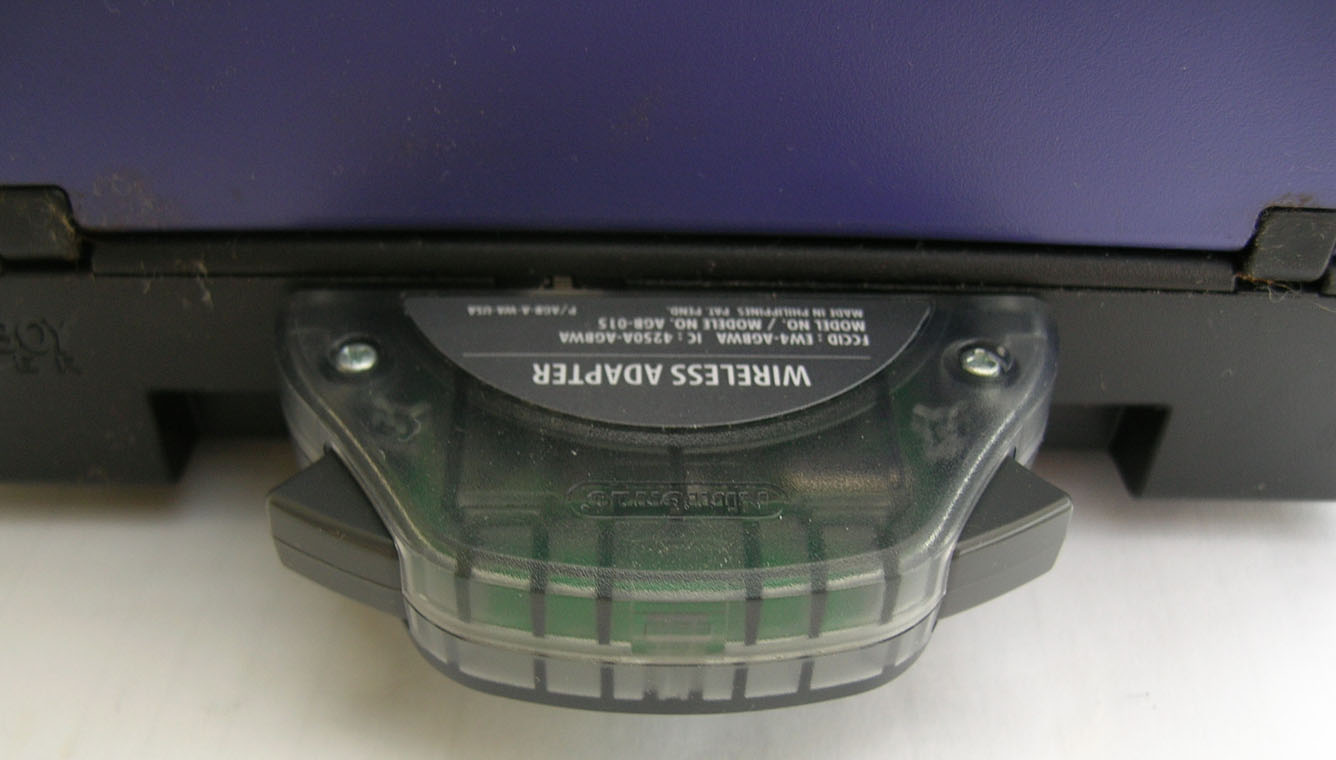
El adaptador inalámbrico conectado a un Game Boy Player

Uno de los principales usos del adaptador inalámbrico es su uso en Pokémon Rojo Fuego, Verde Hoja y Esmeralda. Si bien los tres aún admiten el Game Link Cable de Game Boy Advance (y deben usar un cable de enlace para conectarse con Rubí y Zafiro), hasta treinta y nueve jugadores conectados mediante un adaptador inalámbrico pueden reunirse en un lobby virtual dentro del juego llamado «Union Room» para batallas e intercambios. El adaptador inalámbrico también se utiliza en los juegos de Pokémon para descargar datos especiales a través de la opción Regalo Misterioso en varios eventos relacionados con Pokémon. Además de la Union Room en ciertas versiones de Pokémon, el adaptador inalámbrico solo admite hasta cinco jugadores.
Una desventaja importante del adaptador inalámbrico de Game Boy Advance es que no es compatible con versiones anteriores, es decir, solo funcionará con juegos que hayan sido programados para soportar el adaptador inalámbrico, dejando de lado todos los juegos de Game Boy de modelos más antiguos. En julio de 2009, sólo unos 30 juegos de Game Boy Advance admitían el adaptador inalámbrico, y muchos de los pocos juegos compatibles eran de la serie Bit Generations (sólo Japón) y de la serie Classic NES.

### Función de búsqueda
Se puede acceder a esta función cuando el sistema está encendido únicamente con el adaptador inalámbrico insertado y sin ningún cartucho de juego. También es posible iniciar el adaptador inalámbrico, o cualquier multijugador de un solo paquete, con un juego insertado manteniendo presionados Inicio y Seleccionar mientras se inicia el sistema. Buscará continuamente juegos compatibles que se estén jugando cerca. Esto permite a los jugadores ver fácilmente quién organiza un juego al que pueden unirse.

## Marketing y precios
El accesorio se incluía con la mayoría de los juegos Pokémon Rojo Fuego y Pokémon Verde Hoja y también estaba disponible para su venta por separado a partir del verano de 2006 a un precio de 20 dólares. Nintendo of America ya no vende el dispositivo por separado en su tienda en línea.

## Videojuegos compatibles
Dado que el adaptador inalámbrico se lanzó algo más tarde en el ciclo de vida de la Game Boy Advance, muy pocos juegos lo admiten. Los juegos compatibles se identifican mediante un ícono denominado Adaptador inalámbrico compatible. Mario Golf: Advance Tour y los clásicos multijugador de NES carecen de esta etiqueta, a pesar de ser compatibles.

### Lista de videojuegos compatibles
- bit Generations series (solamente en Japón)
- Boktai 2: Solar Boy Django
- Boktai 3: Sabata's Counterattack (Japan only)
- Classic NES Series:
  - Clu Clu Land (solamente en Japón)
  - Donkey Kong (arcade game)
  - Dr. Mario
  - Ice Climber
  - Pac-Man
  - Super Mario Bros.
  - Xevious
- Digimon Racing (la funcionalidad del adaptador también está disponible en su versión europea)
- Dragon Ball Z: Buu's Fury
- Hamtaro: Ham-Ham Games
- Keroro Gunsou Taiketsu! Keroro Cart de Arimasu!! (solamente en Japón)
- The Lord of the Rings: The Third Age
- Mario Golf: Advance Tour
- Mario Tennis: Power Tour
- Mega Man Battle Network 5 Team Colonel
- Mega Man Battle Network 5 Team ProtoMan
- Mega Man Battle Network 6: Cybeast Falzar
- Mega Man Battle Network 6: Cybeast Gregar
- Momotaro Dentetsu G: Make a Gold Deck! (solamente en Japón)
- Nonono Puzzle Chalien (solamente en Japón)
- Pokémon Esmeralda
- Pokémon Rojo Fuego
- Pokémon Verde Hoja
- Sennen Kazoku (solamente en Japón)
- Shrek SuperSlam
- The Chronicles of Narnia: The Lion, the Witch and the Wardrobe[8]